# Стать Карлом Лагерфельдом
«Стать Карлом Лагерфельдом» (фр. Becoming Karl Lagerfeld) — французский телесериал, созданный Изаурой Пизани-Ферри, Дженнифер Хаве и Рафаэль Бакке. Главную роль исполнил Даниэль Брюль. Съёмки начались в начале марта 2023 года. Премьера запланирована на Disney+. Премьера сериала состоялась на Hulu 7 июня 2024 года.

## Сюжет
Сюжет сериала повествует о становлении Карла Лагерфельда в мире парижской высокой моды 1970-х годов. Карл ищет себя в Париже под присмотром Пьера Бальмена, Жана Пату, Габи Агьен, регулярно посещает Le Palace и даже не мечтает о Chanel.

## В ролях
- Даниэль Брюль — Карл Лагерфельд
- Теодор Пеллерен — Жак де Башер
- Арно Валуа — Ив Сен-Лоран
- Алекс Лутц — Пьер Берже
- Аньес Жауи — Габи Агьен
- Санни Меллес — Марлен Дитрих
- Теодора Брё — Анита Брийи
- Жанна Дамас — Палома Пикассо
- Клер Лаффут — Лулу де ла Фалез
- Поль Спера — Энди Уорхол
- Кармен Джардина — Анна Пьяджи
- Феодор Аткин — Антони де Башер
- Каролин Аршамбо — Армель де Башер
- Виктуар Дю Буа — Анна де Башер
- Лиза Крейцер — Элизабет Лагерфельд
- Жюлия Фор — Франсин

## Производство
В марте 2023 года стало известно о начале производства телесериала о жизни и карьере знаменитого модельера Карла Лагерфельда для стримингового сервиса Disney+ с Даниэлем Брюлем в главной роли. Также в актёрский состав вошли Теодор Пеллерин в роли Жака де Башера, Арно Валуа в роли Ива Сен-Лорана, Алекс Лутц в роли Пьера Берже, Аньес Жауи в роли Габи Габи Агьен и Санни Меллес в роли Марлен Дитрих. Жером Салль выступит режиссёром первого, второго и шестого эпизодов, а Одри Эструго — остальных трёх эпизодов.
По данным Disney+, в фильме будет задействовано более 2200 статистов, 40 различных декораций и более 3000 костюмов. Художник по костюмам Паскалин Шаванн и художник-постановщик Жан Рабасс отвечают за дизайн костюмов и постановку.
Съёмки начались в начале марта 2023 года во Франции, Монако и Италии.
Сценарий к сериалу написала Изауре Пизани-Ферри — по книге «Кайзер Карл» авторства журналистки Рафаэль Бакке. Создатели сосредоточилась на периоде с середины 1960-х до конца 1970-х годов — времени, когда Карл искал себя в Париже.
Для создания образов героев художницей по костюмам Паскалин Шаванн была организована мастерская под управлением портних Франчески Сартори и Жюстин Вивьен.

## Отзывы и оценки
На сайте Rotten Tomatoes фильм имеет рейтинг 78 %, основанный на 18 отзывах.
Лейла Латиф в рецензии для The Guardian поставила сериалу четыре звезды из пяти, написав: «Этот байопик об одной из самых ярких икон моды — визуальное пиршество».
На сайте NPR Джон Пауэрс пишет: «Сериал „Стать Карлом Лагерфельдом“ кажется актуальным и живым — как история о сегодняшнем дне, действие которой происходит в прошлом».